# Xã Porter, Quận Cass, Michigan
Xã Porter (tiếng Anh: Porter Township) là một xã thuộc quận Cass, tiểu bang Michigan, Hoa Kỳ. Năm 2010, dân số của xã này là 3.798 người.